# XXXI Korpus Armijny (III Rzesza)
XXXI Korpus Armijny (niem. XXXI. Armeekorps ) – niemiecki korpus armijny, zwany też Korpusem EMS.
Powstał 27 marca 1945 roku w X Okręgu Wojskowym, działania bojowe prowadził do 8 maja 1945. Do niewoli oddał się wojskom brytyjskim. Ponieważ formowany był w rejonie rzeki Ems, zwany był również Korpsem EMS .

## Dowódcy korpusu
- gen. Siegfried Rasp (27.03.1945 - do kapitulacji)[2]